# Guldborgsund (gemeente)
Guldborgsund is een gemeente in de Deense regio Seeland (Sjælland) en telt 61.257 inwoners (2017). De gemeente is genoemd naar de gelijknamige zeestraat, aan wier beider oevers zij ligt. Het deel aan de westelijke oever ligt op het eiland Lolland, het deel aan de oostelijke oever ligt op het eiland Falster. De hoofdplaats van de gemeente is Nykøbing Falster.
Bij de herindeling van 2007 werden de volgende gemeentes bij Guldborgsund gevoegd: Nykøbing Falster, Nysted, Nørre Alslev, Sakskøbing, Stubbekøbing, Sydfalster.
In de gemeente Guldborgsund is aan de Lollandse kant nabij Toreby het Fuglsang Kunstmuseum gevestigd. Dit is een  in een modernistisch wit gebouw gehuisvest kunstmuseum, met een belangrijke collectie schilderijen, beeldhouwwerken en werken op papier van Deense kunstenaars. De gemeente Guldborgsund ondersteunt samen met andere overheden het museum met subsidies.

## Plaatsen in de gemeente
- Grænge
- Toreby
- Hasselø Plantage
- Nagelsti
- Nykøbing Falster
- Sundby
- Systofte Skovby
- Frejlev
- Kettinge
- Møllehave
- Bangsebro
- Eskilstrup
- Stubberup
- Tingsted
- Ønslev
- Vålse
- Orehoved
- Øster Kippinge
- Nørre Alslev
- Nysted
- Gedser
- Væggerløse
- Idestrup
- Sønder Vedby Skovhuse
- Øster Ulslev
- Sakskøbing
- Horbelev
- Horreby
- Guldborg
- Stubbekøbing
- Karleby
- Nørre Vedby
- Nordbyen
- Nykøbing Strandhuse
- Marielyst

Faxe · Greve · Guldborgsund · Holbæk · Kalundborg · Køge · Lejre · Lolland · Næstved · Odsherred · Ringsted · Roskilde · Slagelse · Solrød · Sorø · Stevns · Vordingborg
- International Standard Name Identifier: 0000 0004 0607 9928
- MusicBrainz: b611f057-8892-424c-aa23-7959defda96b
- Virtual International Authority File: 234819884
- WorldCat: E39PBJkCYYMQHH6VctP7HmymVC